# Angaco (departamento)
Angaco é um departamento da Argentina, localizado na 
província de San Juan.